# Hamdamsaltaneh Pahlavi

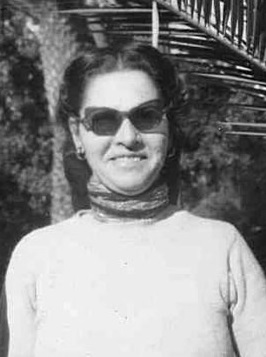
Hamdam Saltaneh Pahlavi, i Mauritius

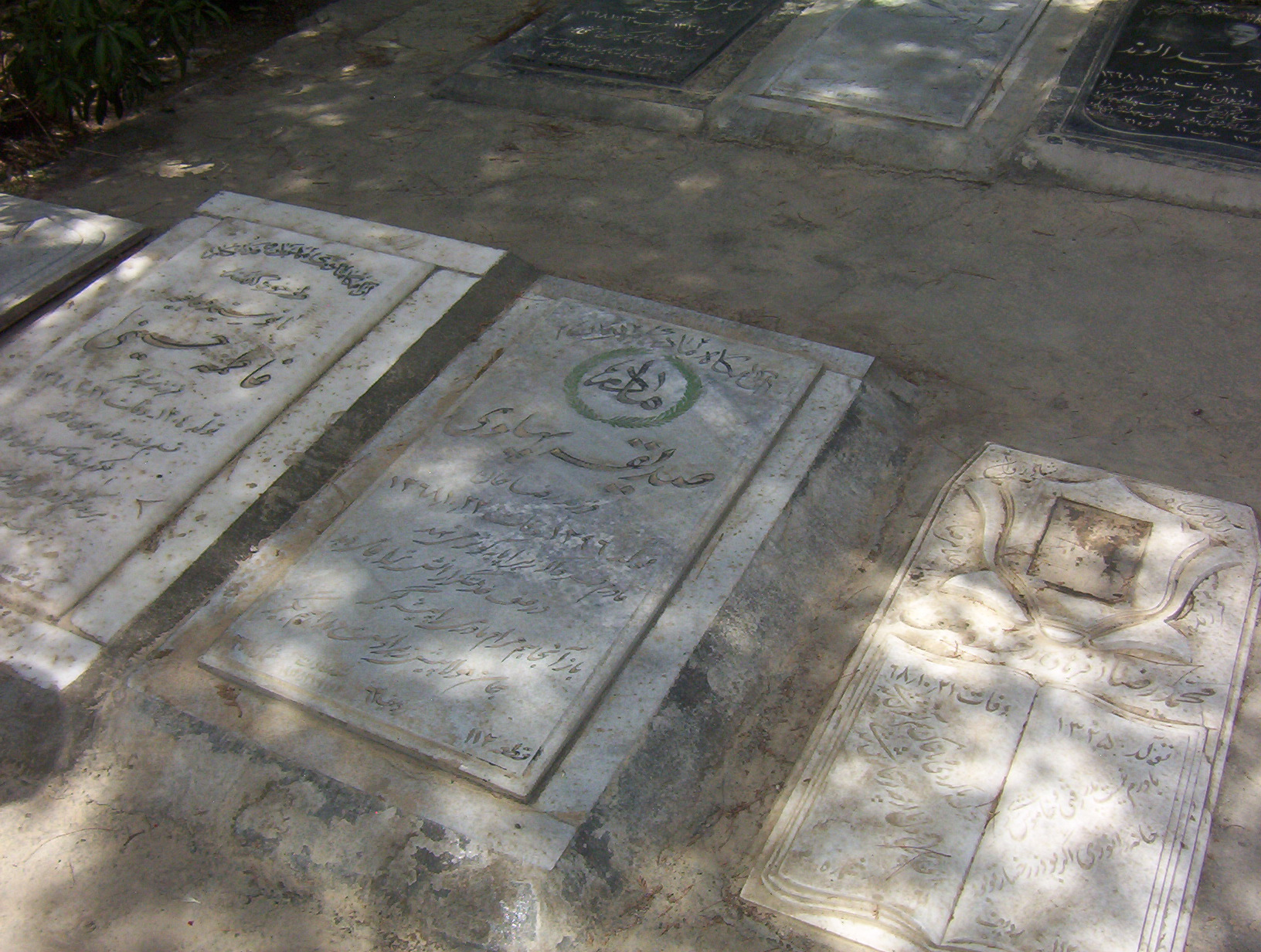
Bild på hennes gravsten

Hamdam Saltaneh Pahlavi, född 22 februari 1903 i Teheran, Iran, död 5 april 1992, var en iransk prinsessa och äldsta dotter till grundaren av Pahlavidynastin (Reza Pahlavi).
Hamdamsaltaneh var dotter till Maryam Savadkoohi, kusin och första fru till Reza Pahlavi I. Modern dog när Hamdamsaltaneh var ett år gammal.
När Reza Pahlavi I abdikerade, följde Hamdamsaltaneh med honom till Mauritius och sedan Johannesburg. Efter det återvände hon till Iran. Hon tillbringade mycket tid med sin styvmor, drottning Tadj ol-Molouk. 
Hamdam Saltaneh sågs offentligt ganska lite under sin halvbrors regering. Hon sågs bara när shahen förlovade sig och gifte sig.  
Hon blev flera gånger arresterad av Islamiska Republikens polis, men släpptes. Hon avled 1992 och begravdes på Behesht Zahra i Teheran.

## Familj
Hamdam Saltaneh gifte sig med Hadi Atabay. Paret fick tre barn:
- Simin Atabay
- Amir Reza Atabay, född 1925, på slottet Saadabad.
- Cyrus Atabay, född 1929 på slottet Saadabad.